# Монгуш, Сайдаш Бегзиевич
Сайдаш Бегзиевич Монгуш (6 августа 1976) — заслуженный артист Республики Тыва (2010), актёр Национального музыкально-драматического театра имени В. Кок-оола.

## Биография
Родился 6 августа 1976 года в селе Саглы Овюрского района Тувинской АССР. Детство прошло в городе Чадан. Окончив школу, в ПТУ-10 города Кызыл освоил профессии парикмахера-универсала и продавца. После этого поступил на филологический факультет Тувинского государственного университета по специальности «Русский язык и литература». После четвёртого курса, оставив университет, поступил на актёрский факультет Санкт-Петербургской академии театрального искусства в мастерскую профессора Владимира Норенко, в 2003 году окончил с отличием. Сразу же был принят в труппу Национального музыкально-драматического театра имени В. Кок-оола актёром. С. Б. Монгуш — многоплановый актёр, певец и музыкант, владеет стилями хоомей и сыгыт.

## Роли
Источник:
- главарь банды Аваангыр в «Жертвоприношении» Э. Мижита
- Бору-Хаан «Кто ты Субедей?» А. Ооржака и Х. Шириин-оола
- Деметрий в спектакле «Сон в летнюю ночь» У. Шекспира
- Подсекальников в «Самоубийце» Н. Эрдмана
- Лука Лукич Хлопов в «Ревизоре» Н. Гоголя
- Эдгар в «Короле Лире» У. Шекспира
- Медведь в спектакле «Смышлёный мышонок» Э. Мижита
- Глеб в «Правда хорошо, а счастье лучше» А. Островского
- Бильдигин-Очур в «Кара-Дагнын казыргызы» Э. Мижита
- Сато в «Дон Кихоте»
- Кенден-Хуурак в «Хайыраан боте» В. Кок-оола
- Монгуш Самбылович в «Кара дашка харыылыг» Н. Ооржака
- Амиде Юань Чжень в «Култегине» Э. Мижита
- Чолдак Степан в «Тос чадырдан унгеш» Э. Мижита
- Мартон-отец в «Все мыши любят сыр» Д. Урбана и др.

## Награды и звания
- Лауреат конкурса профессиональных артистов эстрады «Таланты и Поклонники» (Санкт-Петербург, 2000)
- Лауреат конкурса «Молодой Петербург» (2000)
- гран-при республиканского конкурса исполнителей эстрадной песни «Хову-Аксы-2003»
- лауреат конкурса сказителей (Казахстан)
- диплом «Лучший мужской вокал» Международного фестиваля «Устуу-Хурээ-2003»
- Гран-при Межрегионального конкурса этнической эстрады «Песня огня» (Абакан)
- Гран-при II Межрегионального конкурса этнической эстрады «Песня огня» (Улан-Удэ)
- диплом Международного конкурса эстрадной песни «Услышь меня, Улан-Удэ-2007»
- диплом «Лучшая мужская роль второго плана» на Международном фестивале тюркских театров «Науруз» (2005)
- диплом «Лучшая мужская роль» на Международном театральном фестивале «Золотой Витязь»
- диплом за роль в спектакле «Король Лир» (Минск)
- Почётная грамота Председателя Правительства Республики Тыва (2008)[3]
- Заслуженный артист Республики Тыва (2010)